# Materna (herb szlachecki)
Materna polski herb szlachecki – odmiana herbu szlacheckiego Korwin
.

## Opis herbu
Opis zgodnie z klasycznymi regułami blazonowania:
W błękitnym polu, zielona gałązka oliwna, o pięciu liściach, na niej kruk w prawą obrócony stronę, ze złotym pierścieniem w prawej wzniesionej łapie. W klejnocie pięć piór strusich.
Labry zdobiące herb błękitne podbite srebrem

## Najwcześniejsze wzmianki
Istnieją wzmianki z 1544 roku wspominające testament Macieja Materny sygnowany tym herbem.

## Herbowni
Materna.